# شادغان (غلبايغان)
شادغان (بالإنجليزية: Shadgan, Isfahan)‏ هي قرية تقع في قسم جلغة الريفي في إيران. يقدر عدد سكانها بـ 337 نسمة بحسب إحصاء 2016.